# NGC 4458
NGC 4458 ist eine elliptische Zwerggalaxie vom Hubble-Typ E1 im Sternbild Jungfrau auf der Ekliptik. Sie ist schätzungsweise 28 Millionen Lichtjahre von der Milchstraße entfernt und hat einen Durchmesser von etwa 15.000 Lichtjahren.  Gemeinsam imt NGC 4461 bildet sie das (optische) Galaxienpaar Holm 411 und ist unter der Katalognummer VCC 1146 als Mitglied des Virgo-Galaxienhaufens gelistet.
Im selben Himmelsareal befinden sich u. a. die Galaxien NGC 4435, NGC 4473, IC 3386, IC 3393.
Das Objekt wurde am 12. April 1784 von dem deutsch-britischen Astronomen Wilhelm Herschel entdeckt.